# Joseph Gauß
Carl Joseph Gauß (Braunschweig, 21 de agosto de 1806 – Hannover,4 de julho de 1873) foi um oficial de artilharia, geodesista e engenheiro ferroviário alemão.

## Vida
Joseph Gauß nasceu em 1806, primeiro filho do matemático, astrônomo e geodesista Carl Friedrich Gauß (1777–1855) e sua mulher Johanna Elisabeth Rosina, neé Osthoff (1780–1809). Seu prenome recebeu em memória do astrônomo Giuseppe Piazzi (1746–1826), descobridor do planeta anão Ceres.
Está sepultado no Stadtfriedhof Engesohde.